# DuckTales
DuckTales is een Amerikaanse animatieserie, gemaakt door Disney. De serie werd eind jaren tachtig uitgezonden. In 2017 kwam een nieuwe serie afleveringen uit, getekend in een aangepaste tekenstijl. Tevens werd een jaar later een stripboekenserie uitgegeven.

## Achtergrond
De serie is gebaseerd op sommige Donald Duck-stripverhalen, met name die rond Dagobert Duck. Enkele van de afleveringen waren direct gebaseerd op stripverhalen van Carl Barks, of bevatten soortgelijke plotelementen.
Er verschenen in totaal honderd afleveringen verdeeld over drie seizoenen. De serie werd in Nederland uitgezonden door de NCRV, Net5, Disney XD en Disney Channel. In Vlaanderen werd de serie uitgezonden door Ketnet, VTM en eveneens Disney Channel.
In 1990 werd er een lange animatiefilm gemaakt als spin-off van de serie met de titel Het geheim van de wonderlamp.

## Verhaallijnen
Kwik, Kwek en Kwak gaan bij Oom Dagobert wonen, omdat hun oom Donald bij de marine gaat. Dagobert vindt dit aanvankelijk maar niets, maar uiteindelijk accepteert hij de drie. Hij huurt zelfs een speciale oppas voor hen in, mevrouw Baktaart, die samen met haar kleindochter Lizzy (vanaf 2017 Webbelien, of Webby, genoemd) haar intrek neemt in het huis.
Het eerste seizoen van de serie draaide vooral om de vele reizen die Oom Dagobert maakt in de hoop zijn fortuin nog verder uit te breiden. Ook bindt Dagobert de strijd aan met allerlei tegenstanders die het op zijn fortuin hebben voorzien, zoals Govert Goudglans, de Zware Jongens en Zwarte Magica.
In het tweede seizoen werden een aantal nieuwe personages geïntroduceerd die niet eerder waren voorgekomen in de stripverhalen, zoals Karel Kraakei / Roboduck en Bubba. Dit seizoen bevatte ook meer afleveringen die speciaal op deze personages gericht waren.

## Personages

### Hoofdrollen
| Personage         | Nederlandse stem | Originele stem | Originele naam      |
| ----------------- | --- | -------------- | ------------------- |
| Dagobert Duck     | Sacco van der Made | Alan Young     | Scrooge McDuck      |
| Dagobert Duck     | De rijkste eend ter wereld. Hij heeft een pakhuis vol geld. Ondanks zijn leeftijd is hij nog altijd kwiek genoeg om op avontuur te gaan om zijn fortuin te vergroten. Dagobert geniet ervan om dagelijks een bad te nemen in zijn geld. |                |                     |
| Kwik, Kwek & Kwak | Bob van der Houven | Russi Taylor   | Huey, Dewey & Louie |
| Kwik, Kwek & Kwak | De identieke drieling die bij hun oudoom Dagobert 'Oom Dagobert' Duck is ingetrokken toen hun voogd Donald 'Oom Donald' Duck bij de marine ging. Ze dragen identieke kleding die alleen van kleur verschilt. Kwik, Kwek en Kwak zijn lid van de Jonge Woudlopers. - Kwik (rood) – Fungeert als de leider van de drie - Kwek (blauw) – Is de slimste van het stel - Kwak (groen) – Is de creatieveling |                |                     |
| Turbo McKwek      | Rudi Falkenhagen | Terry McGovern | Launchpad McQuack   |
| Turbo McKwek      | De grootste brokkenpiloot van Duckstad en omstreken. Hij vliegt met alles wat vleugels heeft, maar stort er vrijwel altijd mee neer. In sommige afleveringen is Turbo hopman van de Jonge Woudlopers. Hij heeft een rode dubbeldekker die hij Joyride noemt. |                |                     |
| Mevrouw Baktaart  | Nelleke Burg | Joan Gerber    | Mrs. Beakley        |
| Mevrouw Baktaart  | De oppas die Oom Dagobert heeft ingehuurd om op de neefjes te letten. Dagobert koos voor haar omdat ze bereid was te werken voor enkel kost-en-inwoning voor haar en haar kleindochter Lizzy, en omdat ze Kwik, Kwek en Kwak uit elkaar kan houden. |                |                     |
| Lizzy             | Laura Vlasblom | Russi Taylor   | Webby Vanderquack   |
| Lizzy             | De kleindochter van mevrouw Baktaart. Ze probeert door de neefjes geaccepteerd te worden. |                |                     |

### Bijrollen
| Personage                | Nederlandse stem | Originele stem | Originele naam     |
| ------------------------ | --- | -------------- | ------------------ |
| Van Stoetenwolf          | Paul van Gorcum | Chuck McCann   | Duckworth          |
| Van Stoetenwolf          | De butler van Dagobert Duck |                |                    |
| Willie Wortel            | Serge-Henri Valcke | Hal Smith      | Gyro Gearloose     |
| Willie Wortel            | De bekende Duckstadse uitvinder. Bouwt geregeld nieuwe machines die niet helemaal naar behoren functioneren. |                |                    |
| Lampje                   | — | —              | Little Helper      |
| Lampje                   | Lampje is het kleine helpertje en elektronische kameraadje van Willie Wortel, zoals zijn naam in het Engels beter aangeeft. |                |                    |
| Dorus                    | Serge-Henri Valcke | Brian Cummings | Doofus             |
| Dorus                    | Een vriend en mede-Jonge Woudloper van Kwik, Kwek en Kwak. Houdt van (veel) eten en kijkt op tegen Turbo McKwek. |                |                    |
| Karel Kraakei / Roboduck | Rob Kamphues | Hamilton Camp  | Fenton Crackshell  |
| Karel Kraakei / Roboduck | Een accountant die in de loop van de serie werd ingehuurd door Dagobert. Heeft jaren gewerkt in een bonenfabriek. Wanneer hij een Robopak van Willie Wortel krijgt, verandert hij in zijn geheime alter ego Roboduck, de persoonlijke bewaker van Dagobert en lokale, uitermate onhandige superheld. |                |                    |
| Bubba Duck               | Arnold Gelderman | Frank Welker   | Bubba the Caveduck |
| Bubba Duck               | Een holbewoner die in het tweede seizoen meespeelt. Dagobert redde Bubba op een reis naar de prehistorie en deze ging daarop met de Ducks mee naar het heden. Hij heeft een huisdino genaamd Tootsie. Hij speelde vooral een grote rol in de eerste afleveringen van seizoen 2, maar na zijn introductie verviel hij echter al snel in de rol van een soort 'vierde neefje' dat maar weinig toevoegde aan de plot van een aflevering. Naarmate seizoen 2 vorderde kwam hij minder vaak voor, tot hij uiteindelijk geheel uit de serie verdween. |                |                    |
| Admiraal Grimmig         | Paul van Gorcum | Peter Cullen   | Admiral Grimitz    |
| Admiraal Grimmig         | Leidinggevende op het vliegdekschip waar zeeman Donald Duck werkzaam is. Ergert zich met regelmaat aan Donalds ondoordachte capriolen. |                |                    |
| Donald Duck              | Anita Blanker | Tony Anselmo   | Donald Duck        |
| Donald Duck              | Neef van Dagobert en oom van Kwik, Kwek en Kwak. Omdat de nadruk in de serie op Oom Dagobert en de neefjes ligt, heeft Donald doelbewust een kleine rol. Aan het begin van de serie brengt hij de jongens onder de hoede van Dagobert, alvorens hij bij de marine gaat werken. |                |                    |
| Guus Geluk               | Diederik Gelderman | Rob Paulsen    | Gladstone Gander   |
| Guus Geluk               | Dagobert Ducks verre neef, die altijd geluk heeft. Dit tot grote ergernis van Dagobert. |                |                    |
| Ludwig von Drakenstein   | Con Meyer | Corey Burton   | Ludwig Von Drake   |
| Ludwig von Drakenstein   | Verre familie van Donald en de neefjes. Hij is belezen en geleerd en fungeert op een gegeven moment als psychiater van Turbo McKwek. |                |                    |

### Schurken
| Personage        | Nederlandse stem | Originele stem    | Originele naam      |
| ---------------- | --- | ----------------- | ------------------- |
| Govert Goudglans | Peter Aryans | Hal Smith         | Flintheart Glomgold |
| Govert Goudglans | Dagoberts grootste rivaal. Doet alles om hem dwars te zitten en meer geld te hebben en aarzelt niet om de Zware Jongens daarvoor in te huren.                                                                                          |                   |                     |
| Baas Boef        | Evert de Vries | Frank Welker      | Bigtime Beagle      |
| Baas Boef        | Leiderfiguur van de Zware Jongens. Klein van stuk. |                   |                     |
| Bengel Boef      | Arnold Gelderman | Frank Welker      | Baggy Beagle        |
| Bengel Boef      | Draagt te ruime kleren en maakt daardoor een slungelige indruk. Hij is de slordigst uitziende Zware Jongen. |                   |                     |
| Bolle Boef       | Hans Otjes / Jaap Stobbe | Chuck McCann      | Burger Beagle       |
| Bolle Boef       | Zware Jongen die dol is op eten. Hij onderbreekt soms zelfs een klus om uitgebreid een maaltijd te nuttigen. Hij is niet erg slim en kan honderduit praten over eten.                                                                  |                   |                     |
| Beuk Boef        | Hero Muller | Chuck McCann      | Bouncer Beagle      |
| Beuk Boef        | Mist een van zijn voortanden. Is na Bank Boef de sterkste Zware Jongen. |                   |                     |
| Bebop Boef       | Walter de Donder | Brian Cummings    | Bebop Beagle        |
| Bebop Boef       | Slungelige Zware Jongen die een zonnebril draagt. Hij is gek op muziek. |                   |                     |
| Bank Boef        | Con Meijer | Peter Cullen      | Bankjob Beagle      |
| Bank Boef        | Is de leider als Baas Boef en Ma in de gevangenis zitten of om welke andere reden dan ook afwezig zijn. Hij de sterkste en grootste Zware Jongen.                                                                                      |                   |                     |
| Babyface Boef    | Arnold Gelderman | Terry McGovern    | Babyface Beagle     |
| Babyface Boef    | Waarschijnlijk de jongste Zware Jongen. Hij draagt babykleding en een petje met een propeller erop. Hij is de enige Zware Jongen zonder baardgroei.                                                                                    |                   |                     |
| Ma Boef          | Olaf Wijnants | June Foray        | Ma Beagle           |
| Ma Boef          | Staat aan het hoofd van haar zoons, de Zware Jongens. Ze is de enige die uit handen van de politie weet te blijven. Ze stuurt regelmatig taarten (gevuld met handgranaten, kettingzagen en vijlen) naar haar jongens in de gevangenis. |                   |                     |
| Zwarte Magica    | Joke Bruijs | June Foray        | Magica De Spell     |
| Zwarte Magica    | Een heks die Dagoberts gelukskwartje probeert te stelen. Ze wil oneindige krachten krijgen door dit muntje om te smelten. Magica wordt vaak vergezeld door haar broer, die per ongeluk is veranderd in een raaf.                       |                   |                     |
| Hassan           | Arnold Gelderman | Richard Libertini | Dijon               |
| Hassan           | Inwoner van Barkladesh. Heeft last van ernstige kleptomanische neigingen. Hij maakt zijn debuut in de film en speelt ook mee in enkele afleveringen van seizoen 2. Soms werkt hij samen met Govert Goudglans.                          |                   |                     |

## Productie
De serie is noemenswaardig daar het de eerste Disney-animatieserie was die werd geproduceerd voor syndicatie. Daarmee opende de serie de weg voor latere Disneyseries zoals Knabbel en Babbel Rescue Rangers en TaleSpin. DuckTales kreeg zelf twee spin-off series: Darkwing Duck (waarin het DuckTales-personage Turbo ook een vaste rol heeft) en Quack Pack.
De serie werd geïntroduceerd met de televisiefilm The Treasures of the Golden Suns, welke later werd opgesplitst in de eerste vijf afleveringen van seizoen 1.
De serie was de succesvolste van Disney's eerste pogingen tot het maken van een animatieserie voor de televisie. Eerdere pogingen waren De Wuzzels en Gummi Beren, beide uit 1985. Disney besteedde dan ook een groter budget aan DuckTales dan aan deze voorgaande series. De meeste afleveringen werden getekend door Aziatische bedrijven zoals Cuckoo's Nest Studios, Wang Film Productions in Taiwan en Tokyo Movie Shinsha in Japan.

## Muziek
De titelsong van de serie werd geschreven door Mark Mueller, die ook zorgde voor de titelsong van Knabbel en Babbel Rescue Rangers. Achtergrondmuziek voor de afleveringen werd geschreven door componist Ron Jones.
De Nederlandse versie van de titelsong werd gezongen door Frank Affolter.

## Merchandising
Toen de serie op haar hoogtepunt was, bracht ze veel merchandising voort. Zo verschenen er drie computerspellen: DuckTales, DuckTales 2 en DuckTales: The Quest for Gold. Verder werden er twee stripseries van DuckTales uitgebracht. De eerste werd gepubliceerd door Gladstone Publishing, en liep van 1988 tot 1990 met een totaal van dertien delen. De tweede werd gepubliceerd door Disney Comics, en liep van 1990 tot 1991 met in totaal achttien delen.
Tussen 1989 en 1997 zijn er 51 albums uitgebracht, gebaseerd op de tekenfilmserie.
DuckTales: Remastered, een remake van het eerste spel, kwam in 2013 uit voor de pc, PlayStation 3, Xbox 360, Wii U en in 2015 voor iOS, Android en Windows Phone. Het spel is ontwikkeld door WayForward Technologies.
Jaarlijks verschijnt in de zomer een vakantieboek van DuckTales.

## Terugkeer
Vanaf 2017 zendt Disney een nieuwe versie van DuckTales uit, in een andere animatiestijl en met een vrijwel geheel nieuwe stemmencast.
De serie kent veel terugkerende personages uit de oude DuckTales. Een opvallend detail is dat men de naam van Lizzy heeft veranderd in Webby (Webbigail, Nederlandse achternaam 'Van der Kwaak', de logische vertaling van 'Vanderquack'), naar het Engelse origineel, omdat Lizzy, het zusje van Juultje en Babetje in de stripverhalen, nooit als hetzelfde personage bedoeld was als in DuckTales. Dit zorgde voor verwarring en is in de nieuwe serie rechtgezet.
De serie speelt zich meer af in deze tijd. Zo hebben de neefjes en Webby bijvoorbeeld mobiele telefoons en er is een nieuw personage, Mark Gaai, dat deels is gebaseerd op Mark Zuckerberg.
Ook wordt het meer duidelijk hoe de familieverhoudingen liggen.
Sommige karakters zijn wat veranderd ten opzichte van de originele DuckTales. Zo is Lizzy (nu dus Webby genaamd) een stuk stoerder. Daarnaast hebben Kwik, Kwek en Kwak ieder nadrukkelijker een eigen karakter: Kwik (rood) is de slimme planner, Kwek (blauw) de stoere doener en Kwak (groen) de sarcastische luilak.

## Trivia
- Het logo van de serie is gebaseerd op het logo van Indiana Jones.
- Boris Boef maakt in enkele afleveringen zijn opwachting in verschillende rollen. Tijdens het maken van de Nederlandse versie werd hij niet als één personage herkend, en werd daarom ingesproken door Hero Muller, Con Meyer en Jan Anne Drenth.